# 1996年夏季残疾人奥林匹克运动会西班牙代表团
1996年夏季残疾人奥林匹克运动会西班牙代表团是西班牙派出的1996年夏季残疾人奥林匹克运动会代表团。获得39枚金牌、31枚银牌和36枚铜牌。